# Franz Loebel
Franz Loebel, auch Franz Löbel, (* 1768 in Königswalde, Böhmen; † 1827) war ein deutscher Opernsänger (Sopran, später Bass) und Schauspieler.

## Leben
Loebel fiel schon als Knabe durch seine schöne Stimme auf und kam dadurch mit sieben Jahren als Sopranist in die Kurfürstlich-Sächsische Kapelle nach Dresden, wo er noch im Alter von 18 Jahren sowohl im Hoftheater als auch in Konzerten „in Ermangelung der Kastraten“ für solcherart Partien besetzt wurde. 
Seine weitere Ausbildung nahm der Dresdner Kammersänger und Musiklehrer Ludwig Kornelius in die Hände. Mit Abschluss seines Stimmwechsels entwickelte sich Loebel zum Basssänger, in welcher Stimmlage er 1791 erneut in die Dresdner Hofkapelle aufgenommen wurde. Loebel stand noch bis in das erste Viertel des 19. Jahrhunderts, auch als Schauspieler, auf der sächsischen Hofbühne, da er 1816 an der Uraufführung der Oper Il barbiere di Siviglia des Dresdner Hofkapellmeisters und Komponisten Francesco Morlacchi im Morettischen Opernhaus mitwirkte. Er war Mitglied der Dresdner Freimaurerloge Zum goldenen Apfel.
Danach gab Loebel für einige Jahre sein Wirken in Dresden auf, um es ab 1821 bis zu seinem Tod wieder aufzunehmen.